# Ingeniería kansei
Ingeniería kansei (Japonés: 感性 工 学 kansei kougaku,ingeniería de los sentidos) es un método para traducir los sentimientos y las impresiones en los parámetros del producto, inventado en la década de 1970 por Mitsuo Nagamachi (decano de la Universidad Internacional de Hiroshima). Este método sirve para medir la respuesta emocional frente a ciertas características de un producto, y en consecuencia, poder adaptar el diseño buscando una respuuesta emocional específica.
Ha sido adoptado como uno de los temas de desarrollo profesional por la Royal Statistical Society.
- Datos: Q1075418